# سریه ابی عبیده جراح
سریه ابی عبیده جراح به یکی از سریه‌های محمد اشاره دارد که در آن به جهت خونخواهی از یاران کشته شده محمد بن مسلمه در واقعه سریه محمد بن مسلمه، رخ داده‌است. این واقعه در سال ششم و در منطقه ذی قصه صورت پذیرفته است.

## علت نزاع
پس از آنکه گروهی ده نفره از مسلمانان به سرکردگی محمد بن مسلمه به منطقه ذی‌القصه و به جهت سرقت گوسفندان اهالی مدینه توسط ساکنان آن منطقه اعزام شدند؛ گروه با کمین اهالی منطقه غافلگیر شده و همگی جز محمد بن مسلمه کشته شدند. این شکست سبب شد تا محمد گروه دیگری را به فرمانده‌ای ابی عبیده جراح به منطقه اعزام نماید.

## شرح واقعه
با لشکرکشی ابی عبیده جراح به منطقه، تمام اهالی منطقه گریختند و سپاهیان ابی عبیده، بدون هیچگونه درگیری، تعدادی از شتران و گاوهای اهالی را از بابت غنیمت برداشته و بازگشتند.